# Николаус IV (Текленбург)
Николаус IV фон Текленбург (на немски: Nicolaus IV von Tecklenburg; † 1541) е от 1508 г. граф на Текленбург.

## Произход и управление
Той е вторият син на граф Николаус III фон Текленбург († 1508) и съпругата му Матилда де Берг с'Херенберг (ок. 1440 – ок. 1510), дъщеря на Вилхелм II де Васенер, граф на Берг, и на Луитгарда фон Бентхайм.
От 1508 г. той управлява графството Текленбург заедно с по-големия си брат Ото VIII (IX) (* 1480, † 1534). Наследен е от племенника му Конрад фон Текленбург-Шверин (1493 – 1557).

## Фамилия
Николаус IV се жени на 5 юли 1508 г. за графиня Ева фон Насау-Байлщайн († 29 септември 1575), дъщеря на граф Хайнрих IV фон Насау-Байлщайн († 1499) и Ева фон Сайн. Бракът е бездетен.